# Médaille de la Somalie
La Médaille de la Somalie est une médaille militaire de campagne créée en 1992 par la Reine du Canada afin de reconnaître les membres des Forces canadiennes qui ont directement participé à l'opération des Nations unies en Somalie suivant le déclenchement de la Guerre civile somalienne. C'est la quatrième plus haute médaille dans le système de distinctions canadien pour les médailles pour le service de guerre et d'opération.

## Caractéristiques
La Médaille de la Somalie fut conçue par Bruce W. Beatty. Elle a la forme d'un disque d'or plaqué de bronze de 36 mm de diamètre. L'avers de la médaille porte trois feuilles d'érable se superposant entre le mot « CANADA » au-dessus et deux brins d'une couronne de laurier en dessous. Le revers porte le monogramme royal de la reine Élisabeth II surmonté par la couronne de saint Édouard symbolisant les rôles de la souveraine de Fount of Honour et de commandant en chef des Forces canadiennes ; le tout circonscrit des mots « SOMALIA • 1992-93 • SOMALIE ».
La médaille est portée sur le côté gauche de la poitrine suspendue à un ruban de 31,8 mm de large coloré avec des bandes verticales avec deux dans la nuance de bleu utilisé par les Nations unies, deux blanches symbolisant la paix, deux couleur sable rappelant les caractéristiques physiques du terrain du théâtre opérationnel, une bleu pâle représentant la Force aérienne, une écarlate représentant l'Armée de terre et une bleu foncé représentant la Marine.

## Éligibilité
Bien que le Gouverneur général n'ait pas eu l'intention de remettre une médaille pour la campagne en Somalie, à cause du scandale qui s'est déroulé en Somalie, le 8 avril 1997, la Reine Élisabeth II, sur les recommandations de son Cabinet sous le premier ministre Jean Chrétien, créa la Médaille de la Somalie afin de reconnaître les membres des Forces canadiennes qui ont servi dans le théâtre opérationnel durant la Guerre civile somalienne. Pour être éligible, un militaire doit avoir servi pendant 90 jours entre le 16 novembre 1992 et le 30 juin 1993 en Somalie ou à l'intérieur de 200 km des côtes somaliennes dans l'opération de stabilisation du pays et d'aide humanitaire. Cependant, les exigences pour la Médaille de la Somalie furent les premières à inclure la notion de « service honorable » ; signifiant que les membres du Régiment aéroporté du Canada impliqués dans le meurtre enregistré d'un adolescent somalien ne font pas partie des 1 408 récipiendaires de la médaille.

## Annexe